# Генерал (игра)
Генерал е игра със зарове, популярна в Пуерто Рико като Generala. Позната е още под много други имена, като Cheerio, Yot, Yam, и комерсиалната Yahtzee. Тези игри се различават малко една от друга, главно по начина на точкуване и формирането на крайния резултат.

## Правила
Играе се с 5 зара. Всеки ход се състои от максимум 3 хвърляния, като при първото хвърляне се използват и петте зара, а при останалите две, които не са задължителни, могат да се хвърлят произволен брой зарове. След всяко хвърляне играчът има право да подбере заровете, които да хвърли отново. След третото хвърляне, или по преценка на играча и по-рано, се избира комбинация от таблицата, в която се записва постигнатия резултат. Играта продължава, докато се запълни цялата таблица. Има три нива. В първото трябва да се хвърлят комбинациите по реда в таблицата, като, ако на това ниво в задължителната част завърши на минус, на играчът не се отнемат още 50 точки, а се пише само сборът от точките, които е изкарал в нея. Във второто може да се попълни таблицата разбъркано, като на това ниво и на следващото в задължителната част трябва да завърши на плюс или на нула, за да не се отнемат 50 точки. В третото ниво има резервни хвърляния. Те се натрупват, когато играчът не хвърли заровете три пъти (напр. хвърля първи път и се пада чифт – ако го запише в таблицата си, ще има 2 резервни хвърляния и т.н.).

## Резултати
Таблицата с резултати се състои условно от 2 части – задължителна и част с комбинации.

| Описание                                    | Точки                                     | Играч 1 | Играч 2 | Пример |
| ------------------------------------------- | ----------------------------------------- | ------- | ------- | ------ |
| 1                                           | -2,-1, 0, 1 или 2                         |         |         |        |
| 2                                           | -4,-2, 0, 2 или 4                         |         |         |        |
| 3                                           | -6,-3, 0, 3 или 6                         |         |         |        |
| 4                                           | -8,-4, 0, 4 или 8                         |         |         |        |
| 5                                           | -10,-5, 0, 5 или 10                       |         |         |        |
| 6                                           | -12,-6, 0, 6 или 12                       |         |         |        |
| Сборуване на точките от задължителната част |                                           |         |         |        |
| Чифт                                        | Сума от участващите в комбинацията зарове |         |         |        |
| Два чифта                                   | Сума от участващите в комбинацията зарове |         |         |        |
| Тройка                                      | Сума от участващите в комбинацията зарове |         |         |        |
| Каре                                        | Сума от участващите в комбинацията зарове |         |         |        |
| Фул                                         | Сума от участващите в комбинацията зарове |         |         |        |
| Малка кента                                 | 15                                        |         |         |        |
| Голяма кента                                | 20                                        |         |         |        |
| Шанс                                        | Сума от всички зарове                     |         |         |        |
| Генерал                                     | Сума от всички зарове + 50 точки          |         |         |        |

Задължителната част се състои от цифрите от 1 до 6.
- Необходимо е да сте хвърлили поне три еднакви зара, съответно три единици, три двойки, ... три шестици, което ви носи по 0 точки. Ако хвърлите по-малко от 3 еднакви зара, се пише минус и съответните точки (за два зара: -1, -2,..., -6; за един зар: -2, -4,..., -12)
- Ако сте хвърлили 4 еднакви – записвате съответно 1, 2, ... 6 точки.
- Ако сте хвърлили 5 еднакви – записвате съответно 2, 4, ... 12 точки.
- Трябва да завършите задължителната част на 0 или на + (сборът от всичко хвърлено трябва да е по-голям или равен на нула), в противен случай се записват -50 точки.

В частта с комбинации се записва сумата от участващите в комбинацията зарове. Комбинациите са следните:
- чифт – два еднакви зара. Носят ви сумата от тези два еднакви зара, например 2 шестици са 12 точки;
- два чифта – две двойки еднакви зарове, например 2 шестици и 2 тройки = 18 точки. (Забележка: не се позволява двойките да са на една стойност, например 4 тройки.);
- тройка – три еднакви зара;
- каре – четири еднакви зара;
- фул – комбинация от 3 еднакви зара и други 2 еднакви зара, например 3 шестици и 2 тройки = 24 точки (Забележка: не се позволява фулът да е от 5 еднакви зара.);
- малка кента – комбинация от 5 поредни зарчета от единица до петица, която носи 15 точки;
- голяма кента – комбинация от 5 поредни зарчета, но от двойка до шестица = 20 точки;
- шанс – сумата от произволно хвърлени зарчета, независимо дали образуват някаква комбинация;
- генерал – комбинация от пет еднакви зара. Точките, които носи, са сумата от зарчетата плюс 50 точки бонус. Например 5 шестици са 80 точки.

Всяка комбинация може да се използва само веднъж.